# 麻宮あかね
麻宮 あかね（あさみや あかね、12月17日 - ）は、競技麻雀のプロ雀士。
RMUに所属。

## 人物
広島県出身、血液型はB型。

## 経歴
2017年にRMUに入会。対局に参加するほか、自団体の放送対局の実況・MCを多く務める。2023年にはRMUプロライセンスを取得。RMUの女流選手の頂点を争う第9期女流令昭位決定戦で第2位となった。
2022年8月に雀魂で最上位の段位である魂天に女性プロ雀士として初めて到達した。それ以降、雀魂公式放送対局の実況や、雀魂がプロを招待し行う大会である雀魂インビテーショナルへの出演など、雀魂関連を中心に活動の幅を広げる。2023年には第2回神域リーグの実況者に抜擢され、セミファイナルやファイナル、エキシビションマッチといった重要な対局を担当した。
アニメ鑑賞を趣味としており、咲-Saki-がアニメ化されるにあたり、麻雀を分かった状態で見たいと勉強したことが麻雀を始めたきっかけ。
2021年からはバーチャルYouTuber (VTuber)日和りんとしての活動を開始。Live2D、後にLive3Dでモデルを自作する多才さを見せ、主に雀魂をはじめとしたゲームの配信を行っている。